# Délerdélyi és Bánsági Tudományos Füzetek
Délerdélyi és Bánsági Tudományos Füzetek – ezzel a címfelirattal a lugosi Magyar Kisebbség különlenyomatai jelentek meg 1941-42-ben.

## A füzetsorozatról
Jakabffy Elemér főszerkesztő a bécsi döntéseket követő időszakban művelődéstörténeti, társadalomtudományi és falukutató tanulmányokkal akarta előmozdítani a romániai magyarság önismeretét, s megbízásából Fodor József szociográfiai kutatómunkára hívta fel a fiatalságot. A begyűlt tanulmányokat a lap közreadta, majd számozott sorozatban is forgalomba hozta.

### Megjelent füzetek
- 1. Vita Zsigmond: Erdélyi művelődési törekvések száz évvel ezelőtt;
- 2. Szikrény Vilmos: Ötvösd;
- 3. Vita Zsigmond: A „Kolozsvári Nevelői Kör" története;
- 4. Bányai Géza:[1] Medves;
- 5. Schiff Béla: A „Temeschburg" név a történelem megvilágításában;
- 6. Péntek Árpád: A karánsebesi régi és új református egyházközség és temploma;
- 7. Farkas László: Detta magyarsága a bánsági magyarság sorskérdéseinek tükrében;
- 8. Szikrény Vilmos: Fibiş (Temesfüves);
- 9. Vita Zsigmond: Nemzet és sors a Bánk Bánban;
- 10. Bányai Géza: Janova;
- 11. Tőkés Gyula: Bunea mică (Bunyaszekszárd);
- 12. Orgonás Mihály: Dejan (Dézsánfalva).

Amikor az Antonescu-rendszer a Magyar Kisebbséget betiltotta, a füzetsorozat is megszűnt.